# Bliki
Bliki (també conegut com a WikiLog, Wog, WikiWeblog, Wikiblog o Bloki) és un blog amb suport wiki. Això significa que després que s'enviï un article al blog, pot ser editat per qualsevol persona o per un grup autoritzat d'usuaris.